# Eugene Greytak
Eugene Edward Greytak (Trumbull, 14 novembre 1925 – North Tustin, 28 febbraio 2010) è stato un attore statunitense.
Nel 1947 ha sposato la moglie Dorothy con cui è rimasto fino alla morte, per 63 anni.
Al cinema è noto per aver interpretato Papa Giovanni Paolo II nel film Sister Act - Una svitata in abito da suora.
È morto di cancro nel 2010, all'età di 84 anni.

## Filmografia parziale
- Riposseduta (Repossessed), regia di Bob Logan (1990)
- Hot Shots!, regia di Jim Abraham (1991)
- Sister Act - Una svitata in abito da suora (Sister Act), regia di Emile Ardolino (1992)
- Una pallottola spuntata 33⅓ - L'insulto finale (Naked Gun 33⅓: The Final Insult), regia di Peter Segal (1994)
- Miss Cast Away, regia di Bryan Michael Stoller (2004)